# Rachael Ellering
 (juin 2021).
Pour les articles homonymes, voir Ellering.
Rachael K. Ellering (née le 28 décembre 1992 à Sauk Centre) est une catcheuse américaine.
Elle est la fille du manageur de catch Paul Ellering et s'entraîne pour devenir catcheuse auprès de Lance Storm après avoir fini ses études. Elle commence par lutter dans diverses fédérations aux États-Unis et au Canada et fait aussi quelques apparitions à la WWE. Entre 2017 et 2018, elle fait un bref passage au Japon à la World Wonder Ring Stardom. Elle signe un contrat avec la World Wrestling Entertainment (WWE) début 2019 et se fait renvoyer un an plus tard lors d'une vague de licenciement de catcheurs.

## Jeunesse
Rachael Ellering est la fille de Paul Ellering. Elle étudie à l'université Sainte-Catherine où elle obtient un diplôme en communication. Elle fait aussi de la force athlétique et obtient la médaille de bronze lors des championnats du monde junior en 2014 dans la catégorie des moins de 72 kg,.

## Carrière de catcheuse

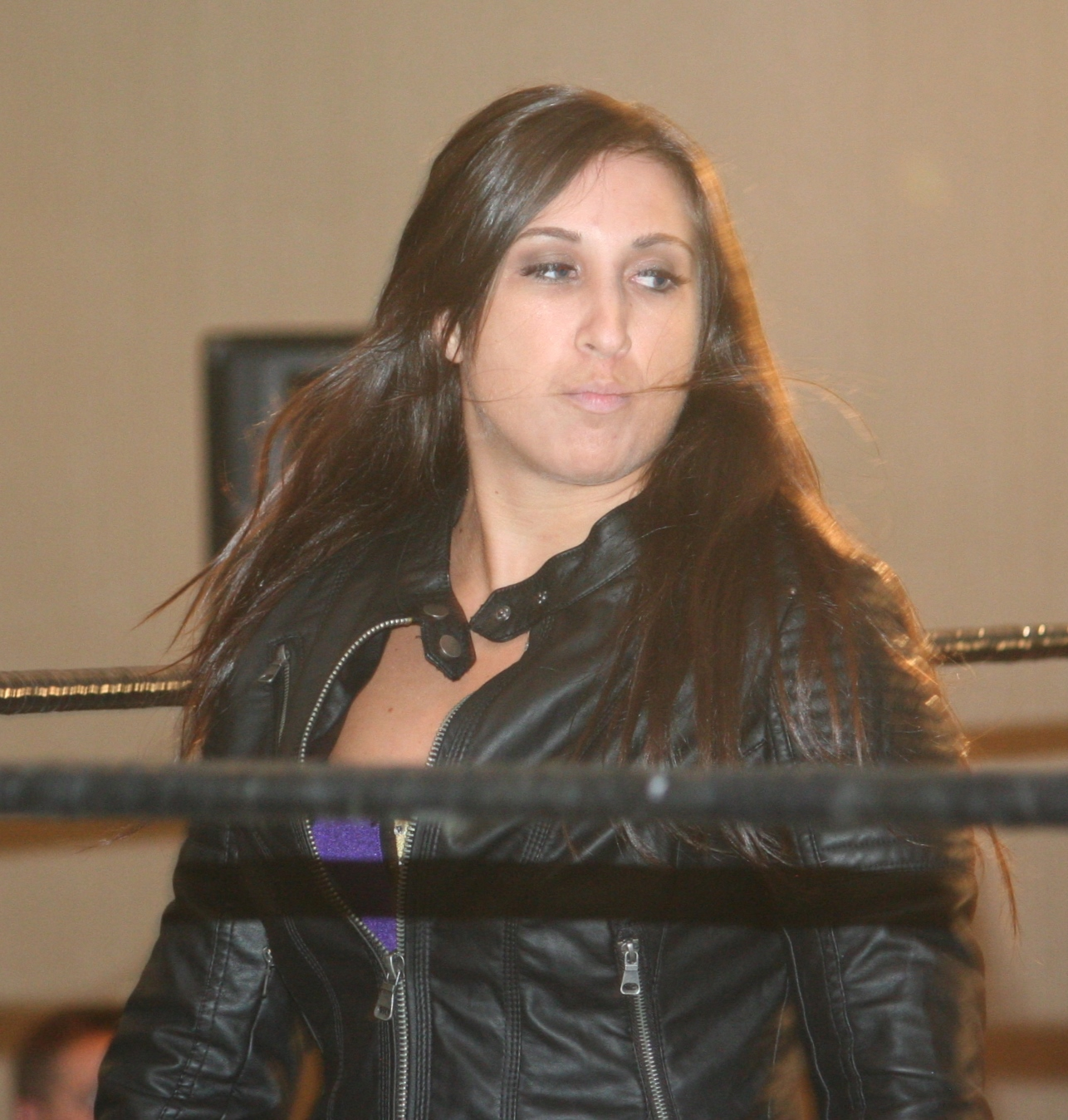
Rachael Ellerin au Queens of Combat Show, 2015.

### Débuts (2015-2019)
En juin 2015, Rachael Ellering fait des tests physiques pour la World Wrestling Entertainment puis elle fait la connaissance de Lance Storm sur Twitter puis part au Canada s'entraîner pour devenir catcheuse à la Storm Wrestling Academy en septembre, ,. Elle fait ses débuts le 28 novembre au Canada à la Prairie Wrestling Alliance où elle bat Gisele Shaw dans un match arbitré par Lance Storm.
Le 15 avril 2016, elle lutte à la Shine Wrestling au cours de SHINE 34 où elle perd face à Tessa Blanchard. Elles s'affrontent à nouveau le 17 juin à SHINE 35 où Ellering prend sa revanche.
Début mars 2017, Ellering participe à des enregistrements dImpact Wrestling. Elle perd le 4 mars un match face à Laurel Van Ness lors d'Impact Wrestling One Night Only - Victory Road 2017: Next Knockout puis connait une seconde défaite cinq jours plus tard face à Sienna,.
Fin décembre, elle part au Japon lutter à la World Wonder Ring Stardom. Au cours de son passage dans cette fédération, elle affronte Io Shirai dans un match pour le championnat Wonder of Stardom le 13 janvier 2018 mais ne parvient pas à la vaincre.
En juin, la World Wonder Ring Stardom annonce qu'Ellering est l'une des catcheuses étrangère à participer au tournoi 5STAR Grand Prix. Elle fait partie du groupe rouge et est première ex-æquo avec Kagetsu (ja) à la veille de la dernière journée le 23 septembre. Le lendemain, Kagetsu parvient à vaincre Tam Nakano pour terminer première de ce groupe et participe à la finale du tournoi.

### World Wrestling Entertainment (2016-2020)

#### Apparitions occasionnelle (2016-2018)
Deux semaines plus tard, la World Wrestling Entertainment (WWE) l'invite à participer aux enregistrements de NXT. Elle perd rapidement un combat face à Alexa Bliss diffusé dans l'émission du 11 mai.
Elle change de nom de ring pour celui de Rachael Evers et participe au tournoi Mae Young Classic à l'été 2017. Elle élimine Marti Belle au premier tour le 28 août avant de se faire sortir au tour suivant par Abbey Laith trois semaines plus tard,.
En août 2018, Evers est une des participantes du tournoi Mae Young Classic. Elle s'y fait éliminer dès le premier tour par Hiroyo Matsumoto (en) dans l'émission diffusée le 26 septembre,.

#### Signature et passage à laNXT(2019-2020)
Le 22 janvier 2019, la World Wrestling Entertainment (WWE) annonce que Rachael Ellering est une des nouvelles recrues de la fédération. Elle va rejoindre le WWE Performance Center en février.
Elle rejoint NXT et fait son premier combat comme catcheuse de la WWE le 14 mars sous le nom de Rachel Evers. Elle fait équipe avec Deonna Purrazzo et elles perdent face à Mia Yim et Taynara Conti. Le 27 juillet, elle se déchire les ligaments croisé d'un de ses genoux et se fait opérer quelques jours plus tard,.
Le 13 mai 2020, elle annonce sur les réseaux sociaux qu'elle fait partie des catcheurs renvoyés dans le cadre d'une coupe budgétaire à la suite de la pandémie de Covid-19 aux États-Unis.

### All Elite Wrestling(2020)
Après son renvoi de la WWE, Rachael Ellering réapparaît à la All Elite Wrestling (AEW). Le 10 août, l'AEW diffuse sur YouTube AEW Women’s Tag Team Cup Tournament: Deadly Draw, une émission dans laquelle se déroule un tournoi par équipe féminine. Ellering fait équipe avec Dasha (en) et elles se font éliminer en quart de finale par Ivelisse et Diamante.

## Palmarès
- Impact Wrestling
  - 1 fois Impact Knockout Tag Team Champion avec Jordynne Grace

- Maverick Pro Wrestling (MPW)
  - 1 fois championne féminine de la MPW[31]
- Pro Wrestling Magic (PWC)
  - 1 fois championne féminine de la PWC[32]
- Resistance Pro Wrestling (RPW)
  - 1 fois championne féminine de la RPW[33]
- WrestleCircus (WC)
  - 1 fois championne Lady of the Ring[34]

## Récompenses des magazines
- Pro Wrestling Illustrated

| Année | 2018 | 2019 | 2020        | 2021 | 2022 à 2023 | 2024 |
| ----- | ---- | ---- | ----------- | ---- | ----------- | ---- |
| Rang  | 90   | 87   | Non classée | 115  | Non classée | 199  |